# 2010年航空
此條目列出2010年發生有關航空運輸的事件。

## 事件

### 1月
- 1月17日：加泰羅尼亞萊里達省萊里達-阿爾瓜伊雷機場啟用。
- 1月24日：發生塔班航空6437號班機事故，導致機上46人受傷。
- 1月25日：發生埃塞俄比亞航空409號班機空難，導致機上90人全部罹難。

### 2月
- 2月18日：發生2010年奧斯汀墜機事件，駕駛者當場死亡。

### 3月
- 3月11日：茨城縣小美玉市茨城機場啟用。
- 3月11日：上海市上海虹橋國際機場第二條跑道啟用。
- 3月16日：上海虹橋國際機場2號航站樓啟用。
- 3月26日：新千歲機場國際線大樓啟用。

### 4月
- 4月10日：內蒙古自治區二連浩特市二連浩特賽烏素機場啟用。
- 4月10日：發生2010年波蘭空軍101號班機空難，導致機上96人全部罹難，包括時任波蘭總統萊赫·卡欽斯基以及多名波蘭政府高官、國會議員及軍事將領。
- 4月13日：發生國泰航空780號班機事故，導致機上57人受傷。
- 4月13日：發生印尼鴿記航空836號班機空難，導致機上44人受傷。
- 4月14日：發生2010年埃亞菲亞德拉火山爆發，歐洲領空被迫關閉，5月23日才重開。

### 5月
- 5月1日：夸祖魯-納塔爾省德班沙卡國王國際機場啟用。
- 5月12日：發生泛非航空771號班機空難，導致機上103人罹難，只有1人生還。
- 5月22日：發生印度快運航空812號班機空難，導致機上159人罹難，只有7人生還。
- 5月23日：佛羅里達州巴拿馬城西北佛羅里達海灘國際機場（英语：Northwest Florida Beaches International Airport）啟用。

### 6月
- 6月26日：寧夏回族自治區固原市固原六盤山機場啟用。

### 7月
- 7月1日：西藏自治區阿里地區阿里昆莎機場啟用。
- 7月3日：發生空中快線EA206A號直昇機事故，導致機上13人受傷。
- 7月9日：新疆維吾爾自治區吐魯番市吐魯番交河機場啟用。
- 7月10日：新疆維吾爾自治區博爾塔拉蒙古自治州博樂阿拉山口機場啟用。
- 7月13日：河北省唐山市唐山三女河機場開放民航使用。
- 7月28日：發生藍色航空202號班機空難，導致機上152人全部罹難。

### 8月
- 8月16日：發生LAN哥倫比亞航空8250號班機空難，導致機上2人死亡119人受傷。
- 8月24日：發生河南航空8387號班機空難，導致機上44人死亡52人受傷，結束了中國民航2102天安全飛行紀錄。

### 9月
- 9月3日：發生UPS航空6號班機空難，導致機上2人死亡。
- 9月26日：江蘇省淮安市淮安漣水國際機場啟用。

### 10月
- 10月21日：羽田機場3號客運大樓啟用。
- 10月30日：西藏自治區日喀則市日喀則和平機場啟用。

### 11月
- 11月1日：台灣桃園國際機場由交通部民用航空局交由桃園國際機場公司營運。
- 11月4日：發生澳洲航空32號班機事故，沒有人受傷。
- 11月4日：發生加勒比區域航空883號班機空難，導致機上68人全部罹難。
- 11月22日：重慶市黔江區黔江武陵山機場啟用。
- 11月28日：發生太陽之路航空4412號班機空難，導致機上8人全部罹難，地面也有4人死亡。